# Küster-Thiel Rechentafeln für die Chemische Analytik
Küster-Thiel  Rechentafeln für die Chemische Analytik ist ein Tabellenbuch mit zahlreichen Tabellen für den praktischen Gebrauch im chemischen Labor, das im Verlag Walter de Gruyter erscheint. Das Buch wurde von Friedrich Wilhelm Küster (1861–1917) 1894 unter dem Titel Logarithmische Rechentafeln für Chemiker, Pharmazeuten, Mediziner und Physiker in erster Auflage herausgebracht. Nach seinem Tod führte Alfred Thiel (1879–1942) das Buch ab 1917 von der 19. bis zur 55. Auflage 1942 weiter. Nach dessen Tod war Kurt Fischbeck bis zur 101. Auflage 1980 Herausgeber, der von Alfred Ruland 1982 abgelöst wurde. Ruland änderte den Titel in Rechentafeln für die Chemische Analytik, auch, weil ab dieser Auflage die Logarithmentafeln im Umfang deutlich reduziert und der Anteil anderer Tabellen vergrößert wurden. Seit der 107. Auflage hat neben A. Ruland Ursula Ruland die Herausgeberschaft mit übernommen.

## Inhalt
Das Buch gliedert sich in zehn Kapitel
1. Periodensystem der Elemente, Charakterisierung von Elementen, Verbindungen und Atomgruppen
2. Quantitative Analysen mit chemischen und physikalischen Methoden
3. Spektroskopische Methoden zur Strukturaufklärung chemischer Verbindungen
4. Bestimmung und Berechnung physikalischer und physikalisch-chemischer Größen
5. Größen, Einheiten und Umrechnungsfaktoren
6. Statistische Messwertbeurteilung und Validierung von Analysenmethoden
7. Formeln und Rechenhilfen
8. Tabellen zur chemischen und chemisch-analytischen Arbeitstechnik
9. Arbeitssicherheit
10. Literatur

## Auflage
- Küster-Thiel-Ruland: Rechentafeln für die Chemische Analytik : Basiswissen für die Analytische Chemie. 108. Auflage. De Gruyter, Berlin / New York 2016, ISBN 978-3-11-041495-0.
- Online-Ausgabe ISBN 978-3-11-042358-7